# Antiga Fàbrica de Farina de González
L'Antiga Fàbrica de Farina de González és una obra eclèctica de Tivenys (Baix Ebre) inclosa a l'Inventari del Patrimoni Arquitectònic de Catalunya.

## Descripció
Edifici construït sobre el canal de l'esquerra de l'Ebre, molt a prop de l'Assut de Tivenys, per aprofitar la força motriu de l'aigua. Actualment, només s'hi mantenen en peu els sòlids murs exteriors (de planta baixa i un pis). Obra de maçoneria amb cantonades i buits en maó vist. Presenta una distribució regular dels buits, amb arcs rebaixats, alternant finestrals geminats per pilastres de maó amb buits simples.
Els paraments exteriors presenten alguns ornaments de maó. El basament és de maçoneria ordinària i cantonades de carreus. Sense cobertes ni murs exteriors.

## Història
Aquesta antiga fàbrica de farina fou destruïda durant la darrera guerra civil. El Canal de l'Esquerre de l'Ebre fou inaugurat l'any 1911.